# Петеріс Кветковскіс
Петеріс Кветковскіс (народився 24 червня 1973 року) — засновник, вокаліст та гітарист латвійського фолк-метал гурту Skyforger. До цього він грав у панк-рок гурті Without Luxury (1989—1991) і у дум-метал гурті Grindmaster Dead (1991—1995).
Серед своїх джерел натхнення він згадує Judas Priest, Saxon, Running Wild, Emperor, Iļgus, а також середньовічну та традиційну народну музику.

## Дискографія

### Grindmaster Dead
- Through The Vaults Of Sadness (1993)
- Stronger Than Love (1994)

### Skyforger
- On The Pagans' Land (1995)
- Semigalls' Warchant (демо) (1997)
- Kauja pie Saules (1998)
- Latviešu strelnieki (1999)
- Pērkoņkalve (2003)
- Zobena Dziesma (2003)
- Semigalls' Warchant (2005)
- Kurbads (2010)
- Senprūsija (2015)